# Dana Velďáková
Dana Velďáková (Rožňava, 3 giugno 1981) è una triplista e lunghista slovacca.
Sorella gemella della lunghista Jana Velďáková, Dana è detentrice del record slovacco nel salto triplo sia all'aperto (14,51 m) che indoor (14,40 m).
Nel 2008 ha preso parte ai Giochi olimpici di Pechino, piazzandosi in ultima posizione a causa di tre salti nulli. Prenderà parte alle Olimpiadi di Londra 2012, sempre nel salto triplo.

## Progressione

### Salto in lungo outdoor
| Stagione | Risultato | Luogo             | Data       | Rank. Mond. |
| -------- | --------- | ----------------- | ---------- | ----------- |
| 2008     | 6,56 m    | Praga             | 7-6-2008   |             |
| 2006     | 6,46 m    | Praga             | 2-9-2006   |             |
| 2006     | 6,46 m    | Ostrava           | 20-5-2006  |             |
| 2005     | 6,42 m    | Ostrava           | 3-9-2005   |             |
| 2004     | 6,50 m    | Bielsko-Biała     | 27-6-2004  |             |
| 2003     | 6,42 m    | L'Alfàs del Pi    | 19-4-2003  |             |
| 2001     | 6,30 m    | Madrid            | 26-5-2001  |             |
| 2000     | 6,35 m    | Santiago del Cile | 18-10-2000 |             |

### Salto triplo outdoor
| Stagione | Risultato | Luogo                | Data       | Rank. Mond. |
| -------- | --------- | -------------------- | ---------- | ----------- |
| 2012     | 14,36 m   | Helsinki             | 27-6-2012  |             |
| 2011     | 14,48 m   | Londra               | 5-8-2011   |             |
| 2010     | 14,32 m   | Belgrado             | 20-6-2010  |             |
| 2009     | 14,43 m   | Salonicco            | 10-6-2009  |             |
| 2008     | 14,51 m   | Pavia                | 11-5-2008  |             |
| 2007     | 14,41 m   | Bangkok              | 13-8-2007  |             |
| 2006     | 14,19 m   | Nové Mesto nad Váhom | 8-5-2006   |             |
| 2005     | 14,16 m   | Salonicco            | 17-7-2005  |             |
| 2004     | 13,96 m   | Sestriere            | 1-8-2004   |             |
| 2003     | 14,02 m   | Bydgoszcz            | 20-7-2003  |             |
| 2002     | 13,99 m   | Ostrava              | 21-7-2002  |             |
| 2001     | 13,73 m   | Košice               | 5-5-2001   |             |
| 2000     | 13,92 m   | Santiago del Cile    | 21-10-2000 |             |
| 1999     | 12,58 m   | Bratislava           | 8-6-1999   |             |
| 1998     | 13,12 m   | Annecy               | 2-8-1998   |             |

## Palmarès
| Anno | Manifestazione    | Sede              | Evento         | Risultato      | Prestazione | Note                                     |
| ---- | ----------------- | ----------------- | -------------- | -------------- | ----------- | ---------------------------------------- |
| 1998 | Mondiali juniores | Annecy            | Salto triplo   | 6ª             | 13,12 m     | Miglior prestazione personale            |
| 2000 | Mondiali juniores | Santiago del Cile | Salto in lungo | 4ª             | 6,35 m      | Miglior prestazione personale            |
| 2000 | Mondiali juniores | Santiago del Cile | Salto triplo   | Bronzo         | 13,92 m     | Miglior prestazione personale            |
| 2001 | Europei U23       | Amsterdam         | Salto triplo   | 5ª             | 13,50 m     |                                          |
| 2002 | Europei indoor    | Vienna            | Salto triplo   | Qualificazione | 13,45 m     |                                          |
| 2002 | Europei           | Monaco di Baviera | Salto triplo   | Qualificazione | 13,78 m     |                                          |
| 2005 | Europei indoor    | Madrid            | Salto triplo   | Qualificazione | 13,69 m     |                                          |
| 2005 | Mondiali          | Helsinki          | Salto triplo   | Qualificazione | 13,84 m     |                                          |
| 2006 | Mondiali indoor   | Mosca             | Salto triplo   | 8ª             | 13,76 m     |                                          |
| 2006 | Europei           | Göteborg          | Salto triplo   | Qualificazione | 11,44 m     |                                          |
| 2007 | Europei indoor    | Birmingham        | Salto triplo   | 6ª             | 14,13 m     |                                          |
| 2007 | Universiadi       | Bangkok           | Salto triplo   | Argento        | 14,41 m     | Miglior prestazione personale            |
| 2007 | Mondiali          | Osaka             | Salto triplo   | 10ª            | 14,09 m     |                                          |
| 2008 | Olimpiadi         | Pechino           | Salto triplo   | Qualificazione | nm          |                                          |
| 2009 | Europei indoor    | Torino            | Salto triplo   | Bronzo         | 14,40 m     |                                          |
| 2009 | Mondiali          | Berlino           | Salto triplo   | 8ª             | 14,25 m     |                                          |
| 2010 | Mondiali indoor   | Doha              | Salto triplo   | 6ª             | 14,18 m     |                                          |
| 2010 | Europei           | Barcellona        | Salto triplo   | 7ª             | 14,16 m     |                                          |
| 2011 | Europei indoor    | Parigi            | Salto triplo   | Bronzo         | 14,39 m     |                                          |
| 2011 | Mondiali          | Taegu             | Salto triplo   | 11ª            | 13,96 m     |                                          |
| 2012 | Mondiali indoor   | Istanbul          | Salto triplo   | 8ª             | 13,97 m     |                                          |
| 2012 | Europei           | Helsinki          | Salto triplo   | 5ª             | 14,24 m     |                                          |
| 2012 | Giochi olimpici   | Londra            | Salto triplo   | 11ª            | 11,92 m     |                                          |
| 2013 | Europei indoor    | Göteborg          | Salto triplo   | 10ª (q)        | 13,82 m     |                                          |
| 2013 | Mondiali          | Mosca             | Salto triplo   | 11ª            | 13,84 m     |                                          |
| 2014 | Mondiali indoor   | Sopot             | Salto triplo   | 8ª             | 13,75 m     |                                          |
| 2014 | Europei           | Zurigo            | Salto triplo   | 6ª             | 13,87 m     |                                          |
| 2015 | Europei indoor    | Praga             | Salto triplo   | 10ª (q)        | 13,89 m     | Miglior prestazione personale stagionale |
| 2015 | Mondiali          | Pechino           | Salto triplo   | 15ª (q)        | 13,76 m     |                                          |
| 2016 | Europei           | Amsterdam         | Salto triplo   | 11ª            | 13,74 m     |                                          |
| 2016 | Giochi olimpici   | Rio de Janeiro    | Salto triplo   | 17ª (q)        | 13,98 m     |                                          |
| 2017 | Europei indoor    | Belgrado          | Salto triplo   | 12ª (q)        | 13,72 m     |                                          |

## Campionati nazionali
2001
- ai campionati slovacchi, eptathlon

2003
- ai campionati slovacchi, 100 metri ostacoli
- ai campionati slovacchi, salto triplo
- ai campionati slovacchi indoor, salto in lungo

2005
- ai campionati slovacchi, salto in lungo
- ai campionati slovacchi, salto triplo

2006
- ai campionati slovacchi, salto triplo

## Altre competizioni internazionali
2007
- 8ª alla IAAF World Athletics Final ( Stoccarda), salto triplo – 13,81 m

2008
- 7ª alla IAAF World Athletics Final ( Stoccarda), salto triplo – 13,89 m

2009
- 5ª alla IAAF World Athletics Final ( Salonicco), salto triplo – 14,38 m